# امیل ریخلی
امیل ریخلی (انگلیسی: Emil Richli; ۲۴ اکتبر ۱۹۰۴ – ۱۳ مهٔ ۱۹۳۴) دوچرخه‌سوار اهل سوئیس بود.